# Songbird (software)
Songbird era un lettore multimediale libero, frutto della combinazione tra un browser web e un jukebox digitale. È un'alternativa Open Source a programmi proprietari quali ad esempio iTunes, alla cui interfaccia è parzialmente ispirato. Offre molte delle caratteristiche avanzate più diffuse, come la gestione della libreria musicale, modifica delle informazioni delle tracce, creazione di playlist manuali e automatiche ed altre.
Songbird è costruito sulla piattaforma XULRunner ideata da Mozilla ed utilizzata nel browser Firefox. Per questo motivo, Songbird è sviluppato e può dunque essere utilizzato su piattaforme Windows, Linux e macOS. L'utilizzo di questa piattaforma consente inoltre, come per Firefox, la creazione di estensioni e add-on per ampliare le funzionalità del lettore e modificarne l'aspetto.
Utilizza inoltre il motore GStreamer per la riproduzione audio e SQLite come motore per la libreria multimediale.
La prima release pubblica di Songbird, contrassegnata dal numero di versione 0.1 nome in codice "Hilda", è datata 8 febbraio 2006.
Il 14 giugno 2013 è stato annunciato che tutte le attività relative Songbird sarebbero cessate. L'azienda non è stata in grado di trovare investimenti per coprire i costi, comportando la chiusura del sito dal 28 giugno.
Il progetto è stato continuato da altri sviluppatori che hanno fatto un fork di Songbird, chiamato Nightingale.

## Caratteristiche
- Compatibilità con Windows 2000/XP/Vista (Win32)/7, Mac OS X, e non ufficialmente Linux.
- Capacità di riprodurre diversi formati audio, come MP3, AAC, Ogg Vorbis, FLAC e WMA (solo su windows).
- Capacità di riprodurre diversi formati video, come Ogv, Windows Media Video (solo su windows)
- Possibilità di utilizzare skin.
- I file multimediali presenti nelle pagine visualizzate dal browser integrato diventano riproducibili in Songbird.
- RSS integrato e download di file MP3.
- Possibilità di utilizzare blog mp3 come playlist.
- Preferiti personalizzabili.
- Disponibilità di estensioni, proprio come in Mozilla Firefox.
- Possibilità di creare dei mix personalizzabili.
- Possibilità di eseguire una ricerca nel computer dell'utente per localizzare tutti i file audio, al fine di aggiungerli alla libreria locale.
- Presenza di un'interfaccia grafica facilmente configurabile e della modalità "miniplayer".
- Scorciatoie da tastiera e supporto per i tasti speciali.
- Aggiornamenti automatici.

## Estensioni
Nonostante sia appena uscito dalla fase di sviluppo iniziale, Songbird ha già diverse estensioni disponibili, tra cui la gestione delle copertine, dei testi, uno scrobbler di Last.fm, estensioni per la sincronizzazione di dispositivi audio portatili e tante altre. Sul sito internet è contenuta la documentazione per realizzare i propri add-on.

## Skin
In Songbird le skin sono chiamate "feather". Esse sono interamente modificabili e personalizzabili grazie alla piattaforma XUL su cui si basa il player.

## Localizzazione
La versione 1.4.3 ha 76 lingue disponibili, con diversi gradi di traduzione, tra cui l'italiano.